# Victoria compsa
Victoria compsa är en fjärilsart som beskrevs av Louis Beethoven Prout 1932. Victoria compsa ingår i släktet Victoria och familjen mätare. Inga underarter finns listade i Catalogue of Life.